# Jeffrey John Wolf
Jeffrey John "J.J." Wolf (Cincinnati, Ohio, Estados Unidos, 21 de diciembre de 1998) es un tenista estadounidense. Su mejor puesto en la Clasificación ATP individual ha sido el 39.º en febrero de 2023, y en dobles, el 543.º en mayo de 2022. A nivel individual ha logrado cuatro títulos de la categoría Challenger.

## Títulos ATP (0; 0+0)

### Individual (0)
| Leyenda                   |
| Grand Slam (0)            |
| ATP World Tour Finals (0) |
| ATP Masters 1000 (0)      |
| ATP World Tour 500 (0)    |
| ATP World Tour 250 (0)    |

#### Finalista (1)
| N.º | Fecha                 | Torneo    | Superficie | Oponente en la final  | Resultado |
| --- | --------------------- | --------- | ---------- | --------------------- | --------- |
| 1.  | 16 de octubre de 2022 | Florencia | Dura (i)   | Félix Auger-Aliassime | 4-6, 4-6  |

## Títulos enChallengersyFutures(6; 6+0)
| Leyenda               | Individuales | Dobles |
| --------------------- | ------------ | ------ |
| ATP Challenger Series | 5            | 0      |
| ITF Futures Series    | 1            | 0      |

### Individuales (6)
| N.º | Fecha                   | Torneo                  | Superficie | Oponentes         | Resultado           |
| --- | ----------------------- | ----------------------- | ---------- | ----------------- | ------------------- |
| 1.  | 22 de octubre de 2017   | F34 Harlingen           | Dura       | Evan Zhu          | 6-7(1), 6-1, 6-2    |
| 2.  | 13 de enero de 2019     | Challenger de Columbus  | Dura (i)   | Mikael Torpegaard | 6-7(4), 6-3, 6-4    |
| 3.  | 17 de noviembre de 2019 | Challenger de Champaign | Dura (i)   | Sebastian Korda   | 6-4, 6-7(3), 7-6(6) |
| 4.  | 12 de enero de 2020     | Challenger de Noumea    | Dura       | Yuichi Sugita     | 6-2, 6-2            |
| 5.  | 1 de marzo de 2020      | Challenger de Columbus  | Dura (i)   | Denis Istomin     | 6-4, 6-2            |
| 6.  | 31 de octubre de 2021   | Challenger de Las Vegas | Dura       | Stefan Kozlov     | 6-4, 6-4            |

## Clasificación histórica
| Torneos de Grand Slam       |       |       |       |       |       |     |   |     |     |
| Abierto de Australia        | A     | A     | A     | Q2    | A     | Q2  | 0 | 0-0 | 0%  |
| Roland Garros               | A     | A     | A     | Q1    | A     |     | 0 | 0-0 | 0%  |
| Wimbledon                   | A     | A     | A     | ND    | A     |     | 0 | 0-0 | 0%  |
| Abierto de los EE. UU.      | Q1    | A     | Q1    | 3R    | Q2    |     | 0 | 2-1 | 66% |
| Ganado-Perdido              | 0-0   | 0-0   | 0-0   | 2-1   | 0-0   | 0-0 | 0 | 2-1 | 66% |
| ATP World Tour Masters 1000 |       |       |       |       |       |     |   |     |     |
| Indian Wells                | A     | A     | Q2    | A     | 1R    |     | 0 | 0-1 | 0%  |
| Cincinnati                  | A     | Q2    | Q2    | 1R    | A     |     | 0 | 0-1 | 0%  |
| Ganado-Perdido              | 0-0   | 0-0   | 0-0   | 0-1   | 0-1   | 0-0 | 0 | 0-2 | 0%  |
| ATP World Tour 500          |       |       |       |       |       |     |   |     |     |
| San Petersburgo             | A     | A     | A     | 1R    | A     | A   | 0 | 0-1 | 0%  |
| Acapulco                    | A     | A     | A     | A     | A     | 2R  | 0 | 1-1 | 0%  |
| Ganado-Perdido              | 0-0   | 0-0   | 0-0   | 0-1   | 0-0   | 1-1 | 0 | 1-2 | 33% |
| ATP World Tour 250          |       |       |       |       |       |     |   |     |     |
| Los Cabos                   | A     | A     | A     | A     | 1R    |     | 0 | 0-1 | 0%  |
| Atlanta                     | A     | A     | A     | A     | 1R    |     | 0 | 0-1 | 0%  |
| Ganado-Perdido              | 0-0   | 0-0   | 0-0   | 0-0   | 0-2   | 0-0 | 0 | 0-2 | 0%  |
| Representación nacional     |       |       |       |       |       |     |   |     |     |
| Ganado-Perdido              | 0-0   | 0-0   | 0-0   | 0-0   | 0-0   | 0-0 | 0 | 0-0 | 0%  |
| Total G-P                   | 0-0   | 0-0   | 0-0   | 2-3   | 0-3   | 1-1 | 0 | 3-7 | 30% |
| Porcentaje                  | 0%    | 0%    | 0%    | 40%   | 0%    | 50% | - | -   | -   |
| Ranking                     | 663.° | 560.° | 190.° | 127.° | 174.° |     | - | -   | -   |

Actualizado al 7 de marzo de 2022